# Evert Duhán
Evert Harald Duhán, ursprungligen Eriksson, född 24 oktober 1906 i Överjärna, Stockholms län, död ogift den 19 augusti 1982
i Stockholm (Södra Bancogränd 3 i Gamla Stan), var en svensk konstnär. 
Duhán studerade en kortare tid vid Otte Skölds målarskola men var huvudsakligen autodidakt med självstudier i Paris och Sydfrankrike under 1940-talets slut. Separat ställde han ut i bland annat Huskvarna, Örebro, Nässjö och Stockholm och han medverkade i samlingsutställningar på Modern konst i hemmiljö. Hans konst består av naket, figursaker, stilleben, porträtt samt landskapsbilder från skånska fiskelägen, Öland, Frankrike och Spanien i olja eller gouache.